# Fraser (escrita)
O Alfabeto Fraser ou Antigo Alfabeto Lisu é uma escrita artificial inventada or volta de 1915 por Sara Ba Thaw, um pregador Karen de Myanmar, e melhorado pelo missionário James O. Fraser, para escrever a língua lisu. É um alfabeto com todas as letras sempre maiúsculas. Também foi usado para a língua naxi, por ex. o Evangelho Marcos em Naxi datado de 1932. e usado no idioma Zaiwa ou Atsi, como no Evangelho de Marcos em Atsi de 1938 Atsi.
O alfabeto usa as letras maiúsculas doa alfabeto latino e suas versões rotacionadas, para escrever consoante s e vogais. Tons e nasalizações são escritas com marcas de pontuação romanas, idênticas às encontradas em uma máquina de escrever. Como em abugidas, a vogal  [a] não é escrita. No entanto, ao contrário dessas escritas, as outras vogais são escritas com letras completas.
O governo da China reconheceu em 1992 o alfabeto em 1992 como a escrita oficial para escrever em Lisu.

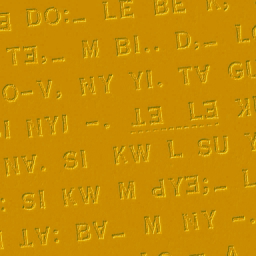
Texto em Fraser

## Consoantes
|             |             | Labial      | Alveolar | Alveolar sibilante | Pós- alveolar | Velar        | Glotal |
| ----------- | ----------- | ----------- | -------- | ------------------ | ------------- | ------------ | ------ |
| Plosiva     | Tenuis      | ꓑ [p]       | ꓔ [t]    | ꓝ [ts]             | ꓚ [tʃ]        | ꓗ [k]        | 1      |
| Plosiva     | Aspirada    | ꓒ [pʰ]      | ꓕ [tʰ]   | ꓞ [tsʰ]            | ꓛ [tʃʰ]       | ꓘ [kʰ]       |        |
| Plosiva     | Sonora      | ꓐ [b]       | ꓓ [d]    | ꓜ [dz]             | ꓙ [dʒ]        | ꓖ [ɡ]        | ꓨ [ɦ]3 |
| Fricativa   | Surda       | ꓩ [f]       |          | ꓢ [s]              | ꓫ [ʃ]         | ꓧ [x]        | ꓦ h̃3   |
| Fricativa   | Sonora      | ꓪ [v]       |          | ꓤ [z]              | ꓣ [ʒ]         | ꓭ [ɰ]?, [ɣ]2 |        |
| Nasal       | Nasal       | ꓟ [m]       | ꓠ [n]    |                    |               | ꓥ [ŋ]        |        |
| Aproximante | Aproximante | ꓪ [w], [u̯]2 | ꓡ [l]    |                    | ꓬ [ʝ], [i̯]2   |              |        |

1. A Oclusiva glotal inicial não é escrita. É automática antes de todas as vogais iniciais, mas [ɯ] e [ə].
2. ꓭ às vezes representam uma "vogal", presumivelmente uma Central Medial [ɰ] e às vezes uma consoante [ɣ].  ꓪ e  ꓬ são igualmente ambíguas.
3. ꓨ só ocorre como uma partícula gramatical num modo imperativo. É um alofone de h̃, que causa a nasalização da sílaba.

## Vogais
|         | Anterior | Anterior | CentralPosterior | CentralPosterior |
| ------- | -------- | -------- | ---------------- | ---------------- |
| Fechada | ꓲ [i]    | ꓵ [y]    | ꓶ [ɯ]            | ꓴ [u]            |
| Média   | ꓰ [e]    | ꓱ [ø]    | ꓷ [ə]            | ꓳ [ʊ]            |
| Aberta  | ꓯ [ɛ]    |          | ꓮ** [ɑ]          |                  |

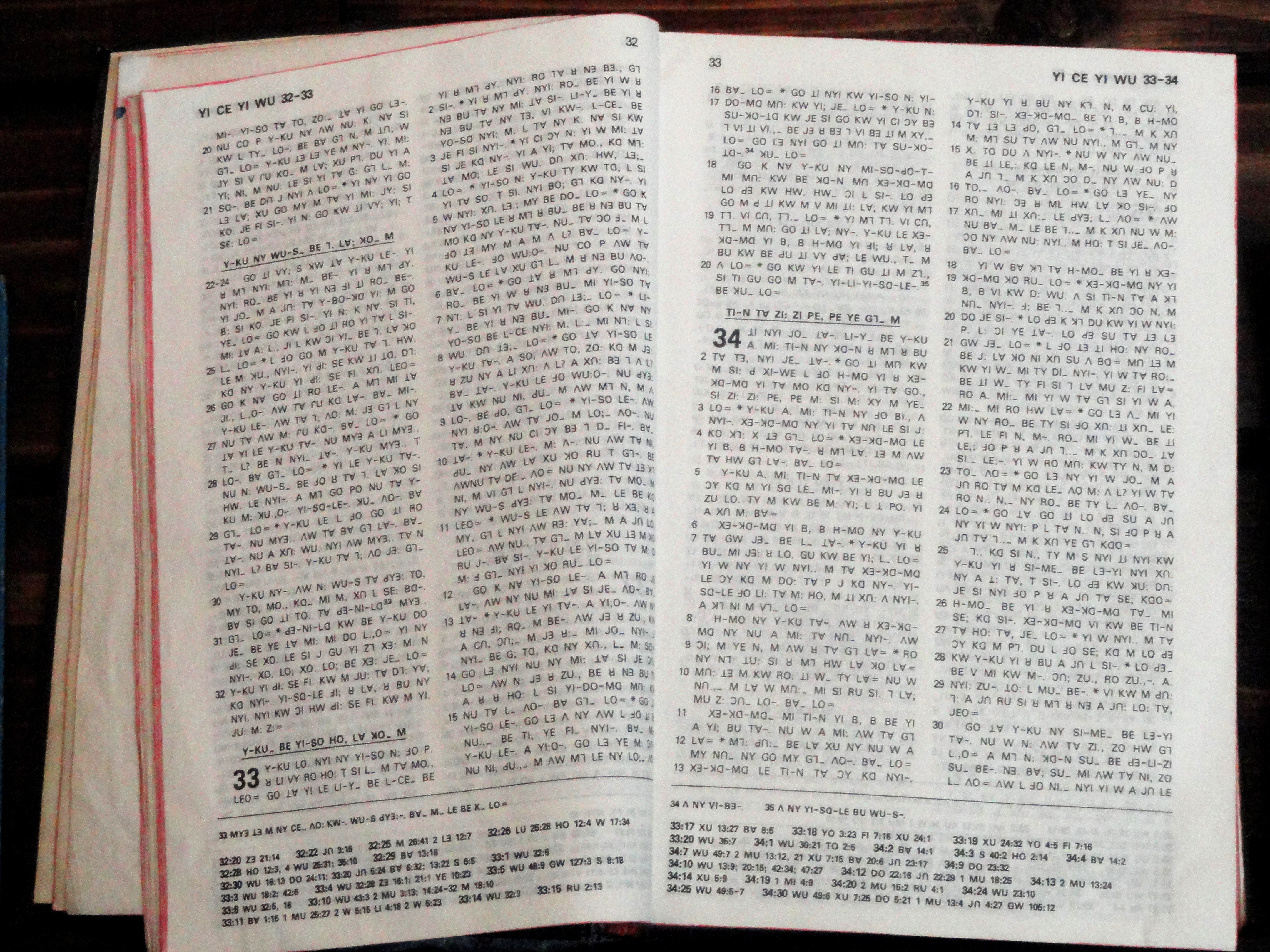
Bíblia em Lisu com escrita Fraser

- - Não escrita depois de uma consoante.

Por exemplo, ⟨ꓝ⟩ é [tsɑ̄], enquanto que ⟨ꓝꓰ⟩ é [tsē].

## Tons
Os tons são escritos com pontuação padrão. A pontuação Lisu difere, contudo, das normas internacionais: a vírgula é ⟨꓾⟩ (hífen de período) e ponto final são ⟨꓿⟩ (sinal de igual).
| ꓝ [tsɑ̄]    | ꓝꓸ [tsɑ́]  | ꓝꓹ [tsɑ̌]  |
| ꓝꓻ [tsɑ̄ˀ]* | ꓝꓺ [tsɑ̄ˀ] | ꓝʼ [tsɑ̄̃]  |
| ꓝꓼ [tsɑ̂ˀ]  | ꓝꓽ [tsɑ̂]  | ꓝˍ [tsɑ̄ɑ̂] |

Não está claro como ⟨ꓻ⟩, o tom médio, difere do tom médio não marcado.
Os tons ⟨ꓸ⟩, ⟨ꓹ⟩, ⟨ꓺ⟩, ⟨ꓻ⟩ podem ser cominados com ⟨ꓼ⟩ e ⟨ꓽ⟩ como sons compostos. No entanto, o único ainda em uso comum é  ⟨ꓹꓼ⟩.
O apóstrofo indica nasalização. É combinado com marcas de tom.
O “sublinhado” na letra (opcionalmente um baixo Macron inferior) indica o "glide" do Lisu, uma contração de [ɑ̂] sem uma parada glotal. O tom nem sempre é decrescente, dependendo do ambiente, mas é ⟨ˍ⟩ mesmo assim.

## Unicode
O alfabeto Fraser foi adicionado ao padrão Unicode em outubro de 2009 com o lançamento da versão 5.2.
Um caractere adicional que é o Y invertido usado na língua Naxi ainda não está em Unicode.
O bloco Unicode para o alfabeto Fraser, chamado Lisu, é U+A4D0–U+A4FF: